# Jozef Pribilinec
Jozef Pribilinec ([ˈjɔzɛf ˈprɪbɪlɪɲɛts]) (né le 6 juin 1960 à Kopernica) est un athlète slovaque qui concourait pour la Tchécoslovaquie, spécialiste de la marche.
Il est champion olympique du 20 km aux Jeux olympiques de Séoul en 1988.

## Palmarès
| Date | Compétition                    | Lieu         | Résultat | Épreuve         | Temps           |
| ---- | ------------------------------ | ------------ | -------- | --------------- | --------------- |
| 1979 | Championnats d'Europe juniors  | Bydgoszcz    | 1er      | 10 000 m marche | 41 min 4 s 71   |
| 1982 | Championnats d'Europe          | Athènes      | 2e       | 20 km marche    | 1 h 25 min 55 s |
| 1983 | Championnats du monde          | Helsinki     | 2e       | 20 km marche    | 1 h 20 min 59 s |
| 1986 | Championnats d'Europe          | Stuttgart    | 1er      | 20 km marche    | 1 h 21 min 15 s |
| 1987 | Championnats du monde en salle | Liévin       | 1er      | 5 000 m marche  | 19 min 8 s 44   |
| 1987 | Championnats du monde en salle | Indianapolis | 2e       | 5 000 m marche  | 18 min 27 s 80  |
| 1987 | Championnats du monde          | Rome         | 2e       | 20 km marche    | 1 h 21 min 7 s  |
| 1988 | Championnats du monde en salle | Budapest     | 1er      | 5 000 m marche  | 18 min 44 s 40  |
| 1988 | Jeux olympiques                | Séoul        | 1er      | 20 km marche    | 1 h 19 min 57 s |